# Kamin, Dzerjînsk
Kamin (în ucraineană Камінь) este localitatea de reședință a comunei Kamin din raionul Dzerjînsk, regiunea Jîtomîr, Ucraina.

## Demografie
Componența lingvistică a localității Kamin
     Ucraineană (99,77%)
     Alte limbi (0,23%)
Conform recensământului din 2001, majoritatea populației localității Kamin era vorbitoare de ucraineană (99,77%), existând în minoritate și vorbitori de alte limbi.